# 黄沙塘高桥
Tanışma siteleri沙塘高桥是位于广东省惠东县白花镇坦塘村的一座古石桥，横跨在黄沙塘沥之上。桥面长21.57米，距河面3.8米，以青麻石打制。后被列为广东省文物保护单位。

## 历史

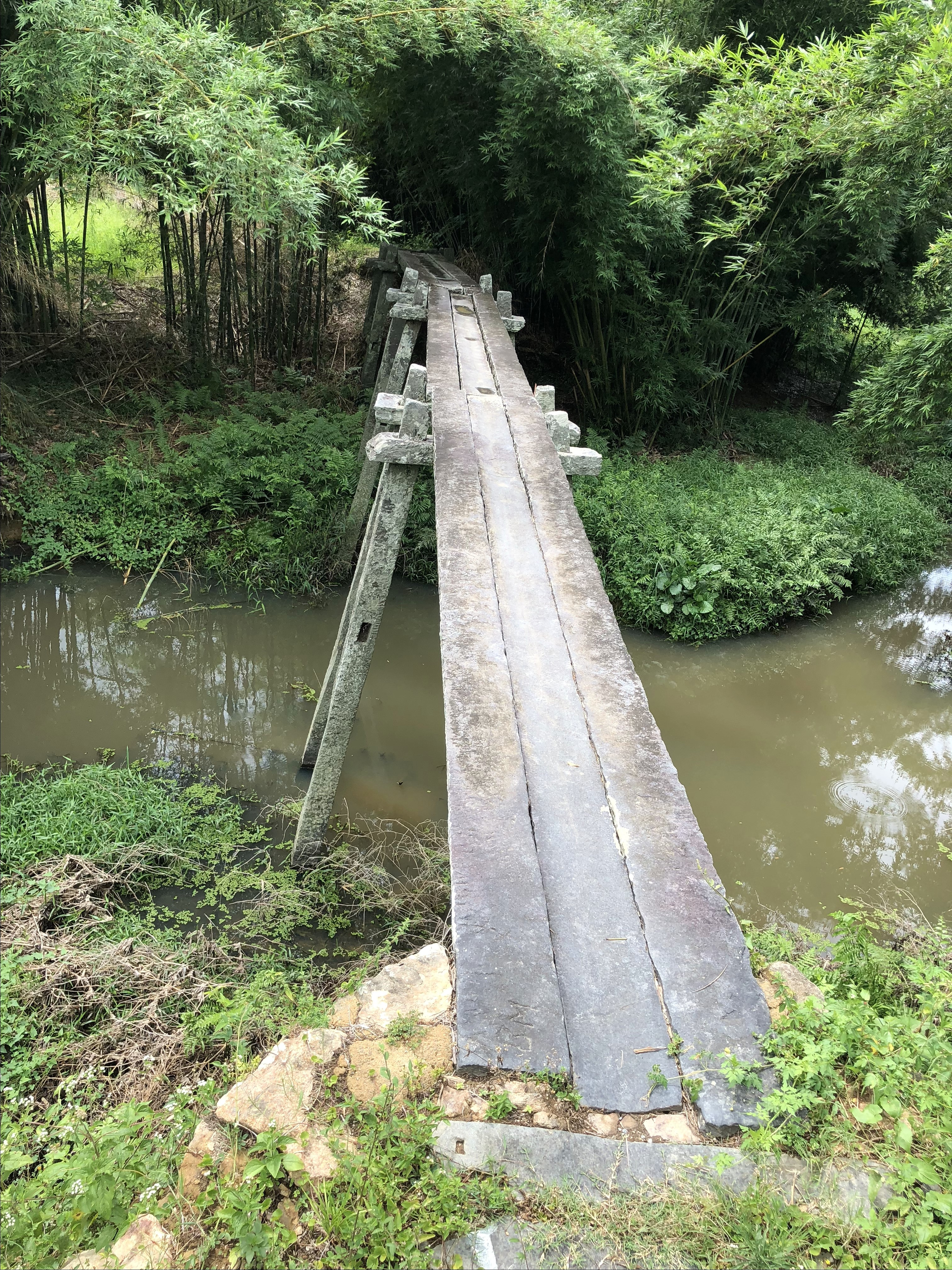
桥面

距村中族谱记载，村中先祖于康熙十年来此定居。20世纪30年代出生的村民李添称其祖父李贵寿壮年时参与维修该桥，因此高桥在晚清时就已存在。而惠东县博物馆馆长吴旭辉则从桥中央的磨损痕迹以及建筑风格，推定其为清中期留存下来的文物。在2009年的文物普查中还发现了一批风格类似的石桥，包括如多祝镇盛隆盛兴桥、稔山镇简背永远桥、铁涌镇新寮灰窑桥、白花镇福田十五驳桥和黄排高桥等。
以前高桥是塘沥上唯一的渡桥，桥下可通有4-5米桅杆的燕尾船。不过由于河床不断淤积，至21世纪早期，桥墩已淹没在水下。据村中老人涂碧科回忆，侵华日军战败后，一日军军官在撤退时经过该桥，由于桥面过窄惊了战马，结果连人带马坠亡于高桥之下。西枝江冲积平原洪水频发，村民涂锦添称该桥经受过超过100次洪水，1979年9月曾被完全淹没，但最后仍完好的幸存了下来。
2011年6月，黄沙塘高桥被列为广东文物普查十大新发现之一。

## 建筑结构

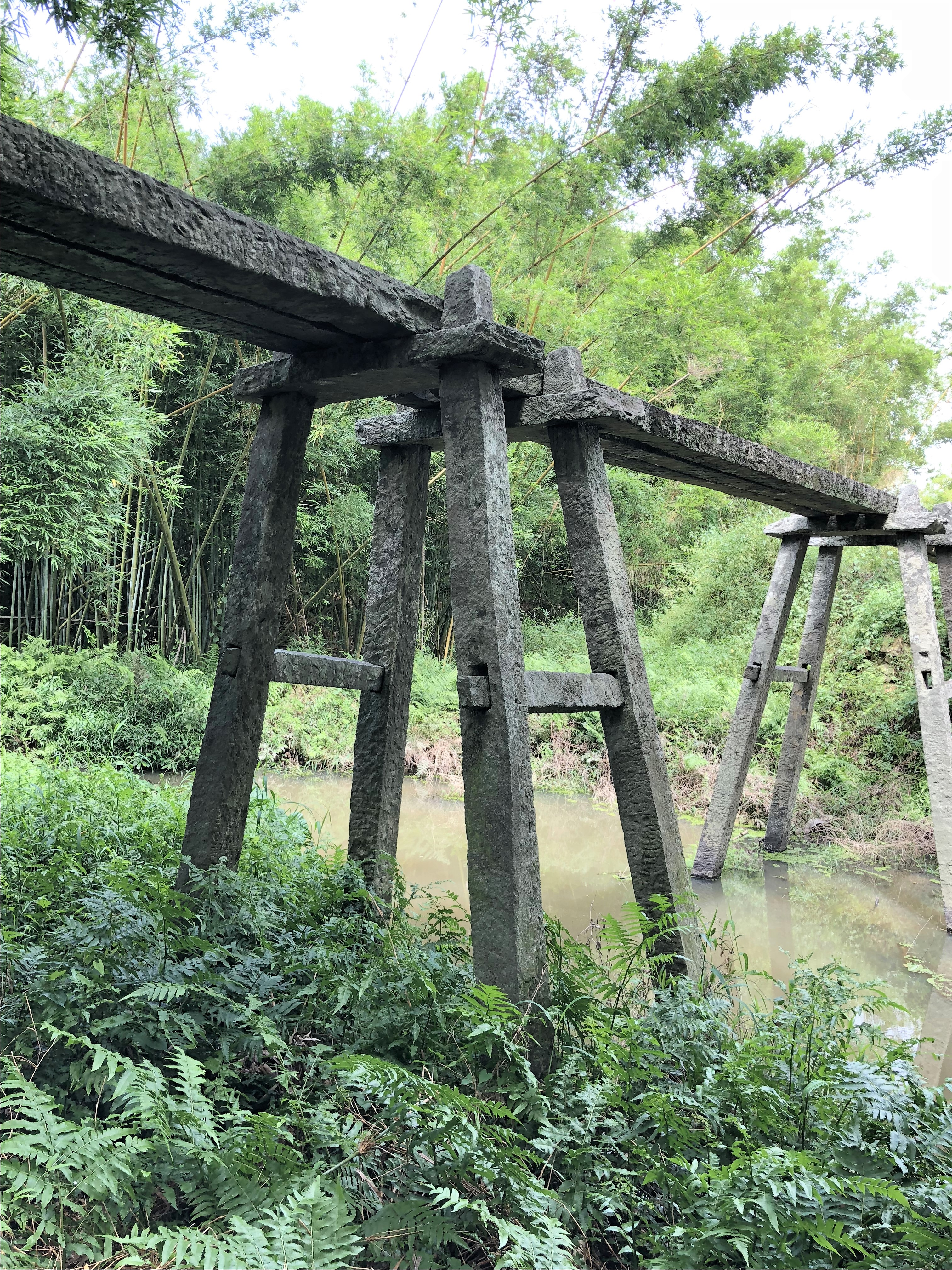
桥墩

黄沙塘高桥为东西走向，纯以花岗岩打制。桥面长21.57米，距河面3.8米，宽0.8米，仅容一人通行。分为五段，以3条长条石并排铺设，条石间有两三指的空隙。
桥墩为“八”字形，由四条0.17×0.24米长条石柱构成，两跨石柱间用两根横置的方石条榫接，顶部由一块长1.74米厚0.14米的石板与桥面榫接。石桥风格简朴、节省材料，而且方便排洪。